# Kostas Polychroniou
Kostas Polychroniou (griechisch Κώστας Πολυχρονίου; * 12. November 1936 in Platanistos, Euböa; † 1. Juni 2018) war ein  griechischer Fußballspieler und Fußballtrainer beziehungsweise Teammanager.

## Leben
Polychronious Eltern zogen mit ihm als Kleinkind nach Athen.
Seine gesamte aktive Fußballerzeit ab 18 Jahren von 1954 bis 1968 verbrachte er bei Olympiakos Piräus. Mit Olympiakos konnte er sieben Griechische Meisterschaften feiern und neun Pokalsiege. Hinzu kamen fünf Titel als Meister von Piräus und ein Gewinn des Balkanpokals.
Ein besonderes Highlight seiner Olympiakos-Zeit war 1961 ein 2:1-Sieg in einem Testspiel gegen den FC Santos mit Pelé als Gegenspieler. Zum Ende ihrer Europa-Tour waren die Brasilianer womöglich erschöpft, doch hatten sie zuvor AEK Athen mit 3:0 und Panathinaikos mit 3:2 geschlagen.
In die Griechische Fußballnationalmannschaft wurde Polychroniou zwischen 1957 und 1967 insgesamt 27-mal berufen.
Als Fußballtrainer wirkte er in den Jahren 1979 bis 2001, davon als Nationaltrainer von 1994 bis 1998. Die Vereine, die er betreute, lagen mit Ausnahme von AS Rhodos und FC Paniliakos alle auf dem griechischen Festland. In der Saison 1993/94, als er seinen Stammverein Olympiakos betreute, wurde der Nachbar AEK Athen Meister. In seiner Bilanz als Nationaltrainer stehen 17 Siege, 5 Niederlagen und zehn Unentschieden zu Buche.

## Palmarès
- 7 Griechische Meistertitel: 1955, 1956, 1957, 1958, 1959, 1966 und 1967
- 9 Griechische Pokalsiege:  1954, 1957, 1958, 1959, 1960, 1961, 1963, 1965 und 1968
- 5 Meisterschaften von Piräus: 1955, 1956, 1957, 1958 und 1959
- 1 Balkanpokal: 1963